# David Jarolím
David Jarolím (Čáslav, 1979. május 17. –) cseh válogatott labdarúgó, jelenleg a német Hamburger SV középpályása.

## Karrierje

### Klub
Časlavban, Csehszlovákiában született, a profi karrierjét az SK Slavia Praha-ban kezdte a Bayern Münchenbe igazolás előtt. Bár három évig volt ennek a csapatnak a tagja (1997 és 2000 között), csak egyszer játszott az első csapatában.
Ezután a másodosztályú 1. FC Nürnberg tagja lett a 2000–2001-es szezon előtt, amikor 9 mérkőzést játszott. A 2001–2002-es szezonban a csapat kulcsfigurája lett, felkeltve a legjobb csapatok edzőinek figyelmét.
A Nürnberg kiesését követően a 2002–2003-as szezonban megegyeztek Jarolím Hamburgbaigazolásával kapcsolatban a 2003–2004-es szezon végén. A 2003 szeptemberi átigazolási időszak végén megegyeztek, hogy már abban a szezonban is a Hamburger SV játékosa lehet. Azóta a csapat fontos tagja. Rafael van der Vaart Real Madrid-ba távozásakor ő lett a csapatkapitány.

### Nemzetközi
Az egykori csehszlovák U21-es válogatott tagja volt. Az új cseh válogatottban 2005. október 8-án debütált. Beválasztották a 2006-os világbajnokságra. Egyetlen nemzetközi gólját San Marino ellen szerezte.

## Élete
Apja, Karel a Slavia Praha edzője, egykori Slavia-játékos és volt csehszlovák labdarúgó-válogatott-tag. A testvére, Lukáš és unokatestvére, Marek szintén profi labdarúgók.

## Fordítás
- Ez a szócikk részben vagy egészben  a   David Jarolím című angol Wikipédia-szócikk fordításán alapul.  Az eredeti cikk szerkesztőit annak laptörténete sorolja fel. Ez a jelzés csupán a megfogalmazás eredetét és a szerzői jogokat jelzi, nem szolgál a cikkben szereplő információk forrásmegjelöléseként.